# Stazione di Aranceto
La stazione Aranceto era una fermata ferroviaria posta sulla linea Cosenza-Catanzaro Lido. Serve la località di Aranceto, nel territorio comunale di Catanzaro.

## Strutture e impianti
La fermata contava un unico binario servito da un marciapiede.

## Movimento
La fermata era servita dai treni della cosiddetta "metropolitana di Catanzaro".
Per consentire il completamento dei lavori volti alla realizzazione della rete di metropolitana di superficie, articolata su 3 linee, dal 19 aprile 2022 la circolazione ferroviaria è sospesa anche sulla tratta Catanzaro Città e Catanzaro Lido. Il servizio è garantito con autobus sostitutivi.